# Калион (Арканзас)
Калион (англ. Calion) — город, расположенный в округе Юнион (штат Арканзас, США) с населением в 516 человек по статистическим данным переписи 2000 года.

## География
По данным Бюро переписи населения США город Калион имеет общую площадь в 3,37 квадратных километров, из которых 2,59 кв. километров занимает земля и 0,78 кв. километров — вода. Площадь водных ресурсов округа составляет 23,15 % от всей его площади.
Город Калион расположен на высоте 27 метров над уровнем моря.

## Демография
По данным переписи населения 2000 года в Калионе проживало 516 человек, 146 семей, насчитывалось 219 домашних хозяйств и 274 жилых дома. Средняя плотность населения составляла около 152 человек на один квадратный километр. Расовый состав Калиона по данным переписи распределился следующим образом: 65,70 % белых, 33,33 % — чёрных или афроамериканцев, 0,58 % — коренных американцев, 0,39 % — представителей смешанных рас.
Испаноговорящие составили 1,55 % от всех жителей города.
Из 219 домашних хозяйств в 26,5 % — воспитывали детей в возрасте до 18 лет, 44,7 % представляли собой совместно проживающие супружеские пары, в 17,4 % семей женщины проживали без мужей, 33,3 % не имели семей. 29,7 % от общего числа семей на момент переписи жили самостоятельно, при этом 14,2 % составили одинокие пожилые люди в возрасте 65 лет и старше. Средний размер домашнего хозяйства составил 2,36 человек, а средний размер семьи — 2,89 человек.
Население города по возрастному диапазону по данным переписи 2000 года распределилось следующим образом: 24,6 % — жители младше 18 лет, 7,2 % — между 18 и 24 годами, 24,6 % — от 25 до 44 лет, 26,0 % — от 45 до 64 лет и 17,6 % — в возрасте 65 лет и старше. Средний возраст жителей составил 40 лет. На каждые 100 женщин в Калионе приходилось 89,7 мужчин, при этом на каждые сто женщин 18 лет и старше приходилось 80,1 мужчин также старше 18 лет.
Средний доход на одно домашнее хозяйство в городе составил 25 268 долларов США, а средний доход на одну семью — 26 042 доллара. При этом мужчины имели средний доход в 28 750 долларов США в год против 20 000 долларов среднегодового дохода у женщин. Доход на душу населения в городе составил 13 860 долларов в год. 25,5 % от всего числа семей в округе и 25,6 % от всей численности населения находилось на момент переписи населения за чертой бедности, при этом 33,9 % из них были моложе 18 лет и 17,2 % — в возрасте 65 лет и старше.